# Sericia conspicua
Sericia conspicua là một loài bướm đêm trong họ Erebidae.